# Browar Laško
Browar Laško Union (słoweń. Pivovarna Laško Union), do 2016 roku Browar Laško (słoweń. Pivovarna Laško) – największy w Słowenii producent napojów, grupa piwowarska z główną siedzibą w Lublanie oraz browar w miasteczku Laško w Południowej (Dolnej) Styrii, od którego pochodzi jego nazwa. Grupa powstała z połączenia browarów Laško i Union w 2016 roku i jest w posiadaniu koncernu Heineken.
Browar Laško został założony w 1825 roku przez Franza Geyera, producenta pierników i miodów pitnych. W 1838 roku przejęty przez Heinricha Augusta Uhlicha, który rozpropagował markę. Ponownie otwarty w 1938 roku, podczas okupacji niemieckiej nazwa została zachowana. W 1945 roku zburzony w bombardowaniu alianckim, odbudowany wznowił produkcję rok później. Po II wojnie światowej był piątym co do wielkości browarem w Jugosławii, by w 1991 roku być największym spośród 28 jugosłowiańskich browarów.  
W 1990 roku sprzedawał ponad 1 milion hektolitrów piwa, jednak już rok później sprzedaż załamała się po wojnie dziesięciodniowej 1991 roku i utracie rynków po rozpadzie Jugosławii. Po wejściu Słowenii do Unii Europejskiej wraz z konkurencyjnym Browarem Union kontrolował 80% krajowego rynku. Po kryzysie finansowym posiadany przez państwo Browar Laško przejął swojego głównego lokalnego konkurenta, będącego również w posiadaniu słoweńskiego skarbu. 
W kwietniu 2015 roku został wraz posiadanym Browarem Union przejęty przez międzynarodowy koncern Heinekena, z wyceną ok. 220 mln EUR. Nowy właściciel następnie przejął udziały akcjonariuszy mniejszościowych, spłacił 185 mln EUR długu i w 2016 roku połączył ze sobą spółki Pivovarna Laško i Pivovarna Union. Utrzymano sprzedaż piwa pod markami obu browarów, natomiast zmniejszono zatrudnienie a butelkowanie piwa z Laška przeniesiono do Lublany.

## Marki

### Współczesne marki piw

#### Laško[8]
- Golding
- IPA
- Zlatorog
- Zlatorog temno
- Weißbier
- Zlatorog 0,0

#### Union[9]
- Svetlo
- Nefiltrirano
- Brezalkoholno
- Pale Ale
- Red Ale

#### Union Radler[10]
- Bezeg 0.0
- Limona
- Grenivka
- Kumara
- Grenivka 0.0

### Inne napoje
- Sola (m.in. Limonada, Ice Tea)[11]
- Zala[12]
- Cydry: Jabolčni Tat[13]